# IC 735
IC 735 ist eine Spiralgalaxie vom Hubble-Typ Sbc im Sternbild Löwe an der Ekliptik. Sie ist schätzungsweise 138 Millionen Lichtjahre von der Milchstraße entfernt und hat einen Durchmesser von etwa 55.000 Lichtjahren.
Im selben Himmelsareal befinden sich u. a. die Galaxien NGC 3872, NGC 3908, IC 736, IC 737.
Das Objekt wurde am 23. April 1892 vom französischen Astronomen Stéphane Javelle entdeckt.